# Edat núbil
Ledat núbil és l'edat mínima en què es permet a una persona contraure matrimoni, ja sigui per dret propi o amb subjecció a les formes parentals o d'altres tipus de consentiment. L'edat i altres requisits varien segons els països, però en general s'ha fixat en 18 anys, encara que la majoria de les jurisdiccions permeten el matrimoni a edats lleugerament més joves amb l'aprovació parental o judicial o en cas d'embaràs. L'edat per a contreure matrimoni no s'ha de confondre amb la majoria d'edat o l'edat de consentiment sexual, o l'edat del primer matrimoni real en una societat en particular.
55 països són parts en la Convenció sobre el consentiment per al matrimoni, l'edat mínima per contraure matrimoni i registre dels matrimonis, que requereix a aquests països fixar una edat mínima per contraure matrimoni en la legislació, reemplaçant així les lleis consuetudinàries, religioses i tribals.
Quan l'edat mínima per contraure matrimoni d'una llei d'una comunitat religiosa és inferior a la llei de l'estat, la llei estatal preval. No obstant això, algunes comunitats religioses no accepten la supremacia de la llei de l'estat en aquest sentit.